# Martin Gaksch
Martin Gaksch (* 1965) ist ein deutscher Journalist und Verleger und gehört zu den Pionieren des Computerspielejournalismus in Deutschland.

## Leben und Karriere
Nach dem Abitur in Augsburg studierte Martin Gaksch zunächst mehrere Semester Mathematik. 1987 begann er eine Tätigkeit beim Markt+Technik Verlag in Haar bei München. Dort schrieb er zunächst für die Happy Computer, später auch für die Power Play, die zunächst noch als Beilage für die Happy Computer, später dann als eigenes Magazin, erschien. Zugunsten seiner Journalistentätigkeit brach Gaksch auch sein Studium ab. Er gehörte zusammen mit Boris Schneider, Heinrich Lenhardt und Anatol Locker zu den ersten Redakteuren der Power Play.
Zwischenzeitlich arbeitete Gaksch auch als Produktmanager bei dem damals bedeutenden Unternehmen Rainbow Arts, wo auch Boris Schneider für kurze Zeit tätig war. Bei dem 1989 erschienenen Spiel Rock ’n’ Roll war er zudem auch als Spieledesigner betätigt.
Gaksch war auch beteiligt an der Gründung der Zeitschrift Video Games im Jahr 1991, ebenfalls beim Markt+Technik Verlag. Anfang 1992 wurde er Chefredakteur sowohl bei der Video Games als auch bei der Power Play.
Im Sommer 1993 machte sich Gaksch schließlich gemeinsam mit seinen Redaktionskollegen Winnie Forster und Andreas Knauf selbstständig und gründete das neue Spielemagazin MAN!AC (heute M! Games) und den dazugehören Cybermedia-Verlag in Mering bei Augsburg, wo er bis heute tätig ist. In seinem Verlag erscheinen heute außerdem in unregelmäßigen Abständen das Magazin Mobile Gamer sowie einige andere Publikationen.